# Mescla eutèctica

Diagrama de fases de la mescla estany-plom. La zona 1 només conté líquid, la zona 2 sòlid α, la zona 3 sòlid α i líquid, la 4 sòlid β i líquid, la 5 sòlid β i la 6 sòlid α i β

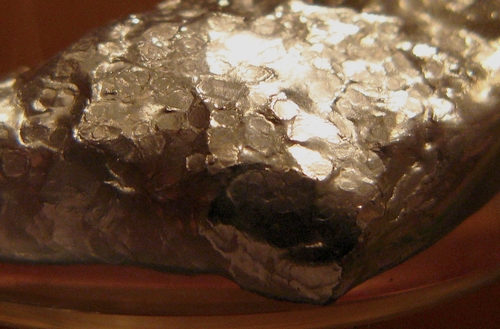
Metall de Wood

Una mescla eutèctica és una mescla determinada per la proporció que conté de cadascun dels elements, en la qual es produeix el fenomen d'eutèxia. La mescla eutèctica es comporta com un compost químic, ja que té un punt de fusió característic, que és el més baix de les diferents mescles. En el diagrama de fases de la figura correspon al mínim on es tallen les dues línies superiors.
Poques mescles eutèctiques són importants. Les més destacades són:
- La soldadura ordinària constituïda per una mescla d'estany i plom (63% i 37% respectivament), que fon a 183 °C, mentre que els punts de fusió de l'estany i el plom són, respectivament, 232 °C i 327 °C.
- El metall de Wood és una mescla de bismut, plom, estany i cadmi (50:25:12,5:12,5), que fon a 70 °C, per sota del punt d'ebullició de l'aigua, que s'empra en els sistemes aeris d'extinció d'incendis per aspersió.
- El clorur de sodi i l'aigua formen també una mescla eutèctica que fon a –21 °C, la qual cosa és molt interessant a l'hora d'emprar clorur de sodi per eliminar les plaques de gel que es formen durant l'hivern damunt les carreteres. La proporció de clorur de sodi és aproximadament del 23%.
- També el cesi i el potassi, en la proporció 77/23 formen una mescla eutèctica que fon a –48 °C, per sota del punt de fusió del gel, líquida a la majoria de llocs de la Terra i molt reactiva amb l'aigua.[2]